# O Melhor Verão das Nossas Vidas
O Melhor Verão das Nossas Vidas é um filme de comédia adolescente brasileiro de 2020 distribuído pela Galeria Distribuidora. O filme foi lançado em 23 de janeiro de 2020, protagonizado pelas BFF Girls.

## Enredo
Bia, Giulia e Laura conseguem uma grande chance de participar de um Festival de Música muito famoso no Guarujá. Só que todos os planos dessas três amigas vão por água abaixo quando elas descobrem que ficaram de recuperação na escola. Assim elas terão uma missão arriscadíssima pela frente: irem ao Festival sem que seus pais fiquem sabendo.
Para conseguir ir atrás dos seus sonhos elas pedirão ajuda para Júlio (Enrico Lima), o menino mais comportado da sala. Mas, para aceitar esta proposta, o garoto impõe uma condição: as três amigas terão que ajudá-lo a conquistar o coração da garota mais arrogante e chata do colégio, a Helô Diniz (Giovanna Chaves). Na praia conhecerão Théo (Murilo Bispo) um jovem músico gente boa e sua irmã deficiente auditiva Carol (Bela Fernandes).
Esses adolescentes viverão muitas aventuras para alcançarem os seus objetivos, e com muita música terão um intenso verão pela frente, que ficará guardado em suas memórias para sempre.

## Elenco
- Giulia Nassa como Giulia
- Bia Torres como Bia
- Laura Castro como Laura
- Enrico Lima como Julio
- Giovanna Chaves como Helô
- Murilo Bispo como Théo
- Bela Fernandes como Carol
- Maurício Meirelles como Denis
- Carioca como Prof. Caramez
- Micheli Machado como Rose
- Rafael Zulu como Leandro
- Daniel Erthal como Nico
- Carlos Bonow como Vítor
- Gisele Prattes como Gisela
- João Quirino como JP

## Filmagens
As gravações foram realizadas no Guarujá em agosto, e foi terminada em outubro.

## Divulgação
O trailer oficial do filme foi liberado em 27 de novembro de 2019.